# دنبین اوسوخووسکیه
دنبین اوسوخووسکیه (به لهستانی:  Dębiny Osuchowskie) یک روستا در لهستان است که در گمینا مشچونوو واقع شده‌است. دنبین اوسوخووسکیه ۲۰ نفر جمعیت دارد و ۱۸۱ متر بالاتر از سطح دریا واقع شده‌است.